# Грюпаун
Грюпаун (исл. Grjúpán) — исландское блюдо, известное в Исландии с древних времён. Представляло собой овечьи лёгкие, которые коптили с добавлением соли и воды.
Название «грюпаун» также используется в Исландии как синоним другого вида баранины, bjúga.